# Portugal en el Festival de la Canción de Eurovisión Junior
Portugal fue uno de los países que debutó en el Festival de Eurovisión Junior en 2006.
Ha participado en seis ocasiones, y su mejor resultado ah sido un segundo lugar en 2024 con 213 puntos, superando a la del año 2022, en el que había finalizado en el puesto 8.
Después de su participación en 2006 y 2007, y a pesar de la gran audiencia que tenía el festival, RTP decidió no participar en 2008. Tampoco mostró interés por el concurso tras su retirada. En 2014 había planeado su regreso para el festival al igual que Grecia, pero los dos países se retiraron antes del plazo oficial.
Su puntuación media hasta 2024 es de 76,22 puntos.

## Participaciones
| 2006                           | Bucarest  | Pedro Madeira    | «Deixa-me sentir»                      | 14 | 22  |
| 2007                           | Rótterdam | Jorge Leiria     | «Só quero é cantar»                    | 16 | 15  |
| No participó entre 2008 y 2016 |           |                  |                                        |    |     |
| 2017                           | Tiflis    | Mariana Venâncio | «Youtuber»                             | 14 | 54  |
| 2018                           | Minsk     | Rita Laranjeira  | «Gosto de Tudo (Ja Não Gosto de Nada)» | 18 | 42  |
| 2019                           | Gliwice   | Joana Almeida    | «Vem Comigo»                           | 16 | 43  |
| No participó en 2020           |           |                  |                                        |    |     |
| 2021                           | París     | Simão Oliveira   | «O Rapaz»                              | 11 | 101 |
| 2022                           | Ereván    | Nicolas Alves    | «Anos 70»                              | 8  | 121 |
| 2023                           | Niza      | Júlia Machado    | «Where I Belong»                       | 13 | 75  |
| 2024                           | Madrid    | Victoria Nicole  | «Esperança»                            | 2  | 213 |
| 2025                           | Tiflis    | Inês Gonçalves   | -                                      | -  | -   |

## Votaciones
Portugal ha dado más puntos a...
| N.º | País                | Pts |
| --- | ------------------- | --- |
| 1   | Armenia             | 45  |
| 1   | Francia             | 45  |
| 1   | Georgia             | 45  |
| 2   | Bielorrusia         | 44  |
| 3   | Polonia             | 34  |
| 3   | Ucrania             | 34  |
| 4   | Rusia               | 31  |
| 5   | Macedonia del Norte | 27  |
| 5   | Malta               | 27  |
| 6   | Albania             | 23  |
| 6   | España              | 23  |
| 7   | Australia           | 18  |
| 8   | Italia              | 16  |
| 8   | Serbia              | 16  |
| 9   | Irlanda             | 15  |
| 10  | Rumania             | 14  |

Portugal ha recibido más puntos de...
| N.º | País                | Pts |
| --- | ------------------- | --- |
| 1   | España              | 29  |
| 2   | Georgia             | 20  |
| 3   | Italia              | 18  |
| 4   | Francia             | 17  |
| 5   | Malta               | 16  |
| 6   | Polonia             | 15  |
| 7   | Macedonia del Norte | 13  |
| 8   | Alemania            | 12  |
| 8   | Irlanda             | 12  |
| 8   | Países Bajos        | 12  |
| 9   | Armenia             | 9   |
| 10  | Albania             | 8   |

## Portavoces
| Año  | Portavoz          | 12 Puntos    |
| ---- | ----------------- | ------------ |
| 2024 | ??                |              |
| 2023 | Nicolas Alves     | Albania      |
| 2022 | Emily Alves       | Francia      |
| 2021 | Manon             | Armenia      |
| 2019 | Zofía             | Países Bajos |
| 2018 | Nadezhda Sidorova | Australia    |
| 2017 | Duarte Valença    | Rusia        |
| 2007 | Clara Pedro       | Bielorrusia  |
| 2006 | Joana Galo Costa  | Bielorrusia  |